# Pittsburgh
Pittsburgh [pídzburg-] je drugo največje mesto v ameriški zvezni državi Pensilvaniji in administrativni sedež okrožja Allegheny. Je tudi središče velemestnega območja, ki je največje naseljeno območje v Apalačih in dolini reke Ohio ter 22. največje urbano območje v Združenih državah Amerike. Leta 2010 je v mestu samem živelo 305.704 prebivalcev, v velemestnem območju, ki se razteza čez sedem okrožij, pa skupaj 2.356.285. Mestno jedro ima razmeroma velik ekonomski vpliv - je na 25. mestu v državi po številu in šestem po gostoti delovnih mest. Poslovno središče ima značilno trikotno obliko, saj leži ob steku rek Allegheny in Monongahela, ki nato tvorita reko Ohio. Mesto ima 151 nebotičnikov, 446 mostov, dve vzpenjači in utrdbo izpred ameriške revolucije. Med njegovimi mnogimi vzdevki sta »Mesto mostov« in »Mesto jekla«; slednje zato, ker je bilo včasih središče ameriške jeklarske industrije.
Propad jeklarstva v ZDA je povzročil, da danes v samem Pittsburghu ni nobene jeklarne več. Gospodarstvo namesto tega temelji na zdravstvu, izobraževanju, visokotehnoloških podjetjih in finančni industriji; v širši regiji je 1.600 tehnoloških podjetij, tu ima velik kampus tudi Google. Poleg tega je v Pittsburghu sedež več velikih globalnih finančnih inštitucij, med njimi PNC Financial Services, šeste največje ameriške banke.
Po nazadovanju zaradi propada industrijskega sektorja v 1980. letih (poleg jeklarstva še elektrotehnike, naftne, kemične in orožarske industrije) si je mesto gospodarsko opomoglo. Na mestu opuščenih industrijskih obratov so stanovanjske soseske, poslovne stavbe in nakupovalna središča. Nepremičninski trg je razmeroma stabilen kljub siceršnji krizi na tem področju v ZDA in v mestu se je še leta 2008, ko se je pričela svetovna gospodarska recesija, povečalo število delovnih mest. Pittsburgh je po več raziskavah kakovosti življenja eno za bivanje najprijaznejših mest v državi.

## Pobratena mesta
Pittsburgh je pobraten z naslednjimi mesti:
| - Bilbao, Španija - Charleroi, Belgija - Da Nang, Vietnam - Doneck, Ukrajina - Fernando de la Mora, Paragvaj - Karmiel, Izrael - Matanzas, Kuba - Misgav, Izrael - Ostrava, Češka - Prešov, Slovaška - Novokuzneck, Rusija | - Terrassa, Španija - Saarbrücken, Nemčija - Saitama (Omija-ku, nekdanje Omija city), Japonska - San Isidro, Nikaragva - Sheffield, Združeno kraljestvo - Skopje, Makedonija - Sofija, Bolgarija - Vuhan, Ljudska republika Kitajska - Zagreb, Hrvaška - Rijeka, Hrvaška - Melbourne, Avstralija |